# Kronenpflege
Kronenpflege ist eine Pflege an gesunden, erwachsenen Bäumen. Mit dieser wird unerwünschten Entwicklungen (z. B. Reiben von Ästen, Zwieselbildung) vorgebeugt oder solche beseitigt und nicht entwicklungsfähige Teile entfernt. Dies geschieht durch Auslichtung überwiegend im Fein- und Schwachastbereich (bis 5 cm Durchmesser). Die Kronenpflege dient dem langfristigen Erhalt und der Verbesserung der Lebensbedingungen des Baumes.
Die Kronenpflege betrifft kranke, absterbende, tote sich kreuzende oder aneinanderliegende (reibende) Zweige und Äste abzuschneiden beziehungsweise zu entfernen. Auch ausladende oder überhängende Äste können betroffen sein. Dabei kann das Material aus allen Teilen der Krone entnommen werden. Die Pflege wird etwa alle fünf bis zehn Jahre durchgeführt.